# Jolanta Wąsacz-Krztoń
Jolanta Helena Wąsacz-Krztoń – polska historyk, doktor habilitowany sztuki.

## Życiorys
W 2001 r. ukończyła studia historyczne w Wyższej Szkole Pedagogicznej w Rzeszowie, w 2007 r. obroniła pracę doktorską pt. Ludzie i muzyka w Krakowie w I połowie XIX wieku, której promotorem była prof. Jadwiga Hoff, w 2022 r. habilitowała się na podstawie pracy zatytułowanej Edukacja muzyczna młodzieży gimnazjalnej w Galicji Zachodniej w dobie autonomii. 
Została pracownikiem naukowym w Instytucie Muzyki, Kolegium Nauk Humanistycznych Uniwersytetu Rzeszowskiego.